# Estación Magdalena
Magdalena es una estación ferroviaria de la localidad homónima, en el Partido de Magdalena, Provincia de Buenos Aires, Argentina.

## Servicios
La estación correspondía al Ferrocarril General Roca de la red ferroviaria argentina. Fue clausurada por la dictadura militar en 1980.